# Kyōko Ariyoshi
Pour les articles homonymes, voir Ariyoshi.
Kyōko Ariyoshi (有吉 京子, Ariyoshi Kyōko), née le 14 septembre 1950 est une mangaka japonaise. Elle est née à Kumamoto-shi, préfecture de Kumamoto. Elle fait ses débuts en éditant un ouvrage de manga pour filles, Koneko to Shōjo (Le petit chat et la fille) sur Shukan Margaret en 1971.
Kyōko Ariyoshi est bien connue pour ses ouvrages sur le thème du ballet et des ballerines. SWAN (Partie 1, 1976 - 1980, et Partie 2, 1980 - 1981), SWAN - Hakuchou no Inori - (1982 - 1983), et Apurōzu - Kassai - sont ses ouvrages représentatifs.